# Robert Leukauf
Robert Leukauf (* 5. April 1902 in Wien; † 6. September 1976 ebenda) war ein österreichischer Kapellmeister, Musikschriftsteller und Komponist.

## Leben und Wirken
Leukauf war Sohn des komponierenden Beamten Gustav Leukauf und der Sängerin Eugenie Schilhanek. Er studierte von 1920 bis 1926 an der Wiener Musikakademie, der heutigen Universität für Musik und darstellende Kunst Wien Komposition bei Joseph Marx und Musiktheorie bei Eusebius Mandyczewski. Nach zahlreichen Engagements als Kapellmeister im Ausland, wurde Leukauf 1951 musikalischer Leiter des Wiener Volkstheaters. Diese Stelle hatte er bis 1969 inne.
Robert Leukauf war Mitglied bei der Österreichischen Gesellschaft für zeitgenössische Musik.

### Kampf gegen die Avantgarde
Robert Leukauf war ein profilierter Gegner der Avantgarde und der Zwölftontechnik. Er sah sich 1973 nach seinen eigenen Worten in einer Zeit, in der „dämonisch dilettierender, musikfremder Intellektualismus ein völlig enthemmtes Unwesen von dümmster Geräuschhaftigkeit bis zu qualvoller Lärmorgiastik treibt. Legalisiert durch die ‚Aberkennung’ des prinzipiellen Gegensatzes zwischen Konsonanz und Dissonanz.“
Hartmut Krones stellte fest: „Nachdem Leukaufs Pamphlet erschienen war, ging ein Aufstöhnen durch Wiens Musikszene. Es war wieder einmal jener unversöhnliche Gegensatz zwischen Tradition und Fortschritt angesprochen, ja ausgeschaukelt worden, der schon in der Zwischenkriegszeit zu erbitterten Gegnerschaften geführt hatte.“

## Werke

### Musiktheorie
- Der Terror der Lüge oder Musik als Denksport. In: Der Komponist. Fachblatt des Ö.K.B., Arbeitskreis E-Musik, November 1973, Nr. 3, S. 3–9

### Kompositionen
- Altspanische Suite. Op. 49. Heinrichshofen 1962
- Sinn der Kunst: Wer die Kunst will. Op. 28 (Text: Fritz Worff). Wien, München: Doblinger 1964
- Bläserquintett: Op. 25. Wien, München: Doblinger 1965
- Fugensonate Nr. 1 op. 11 für Klavier, Wien: Doblinger 1960